# Rivista brasiliana di diritti degli animali
Revista Brasileira de Direito Animal è una rivista riguardante il dibattito corrente sui diritti degli animali in America Latina. Questo periodico giuridico è coordinato dai procuratori della legge Heron José de Santana, Luciano Rocha Santana e Tagore Trajano.
Questa rivista giuridica possiede un carattere interdisciplinare e conta sul contributo di scienziati famosi nazionali ed internazionali, come vari filosofi: lo statunitense Tom Regan, la brasiliana Sônia Felipe; oppure giuristi del calibro dello statunitense David Favre, i brasiliani Edna Cardoso Dias, Heron Santana, Luciano Rocha e Laerte Levai, il francese Jean-Pierre Marguenáud, fra altri.